# قالقان
قالقان (بالفارسية: قالقان) هي قرية تقع في قسم كناررودخانه الريفي في إيران. يقدر عدد سكانها بـ 168 نسمة بحسب إحصاء 2016.